# Скалата на вечността
Скалата на вечността (на испански: El peñón del amaranto) е мексиканска теленовела, създадена от Алба Гарсия Байеста и Салвадор Харабо, режисирана от Алфредо Салданя и Адолфо Харкуг и продуцирана от Виктор Уго О'Фарил за ТВ Ацтека и Телемундо през 1993 – 1994 г.
В главните роли са Росана Сан Хуан и Раул Роман, а в отрицателната – Марко Муньос.

## Сюжет
Млада жена пристига в далечно пристанище, за да събуди страстта на двама мъже, но единият я превръща в светица. Годините минават и отношенията между тримата се усложняват.

## Актьори
- Марко Муньос – Дамян
- Росана Сан Хуан – Виктория
- Раул Роман – Армандо
- Грасиела Дьоринг – Хосефа
- Карлос Кардан – Флако
- Фернандо Борхес – Селсо
- Едит Клейман – Порфирия
- Нубия Марти – Микаела
- Мария Марсела – Анхелес
- Клаудио Обрегон – Роке
- Карлос Андраде – Артуро
- Едмундо Ариспе – Рамсес
- Роберто Боне – Жоел
- Марта Агире – София
- Хавиер Байо – Ремихио
- Мартин Брек – Харочо
- Хорхе Бруг – Рафаел
- Веренис Кайехо – Ховита
- Томаса дел Кармен – Дорита
- Лусия Кастел – Мара
- Анхелина Крус – Тенча
- Адриана Фиеро – Саманта
- Хосе Луис Франко – Фелипе
- Марта Ицел – Амаранта
- Роберто Матеос – Диего
- Алисия Бруг – Игуменката
- Лурдес Бустос – Мария
- Алмаро Карканьо – Начо
- Гилермо Кинтания – Херардо
- Фернандо Рисо – Капитан Суарес
- Габриел Веласкес – Томас
- Алтаир Харабо – Амаранта (дете)
- Мелиса Томас – Марина (дете)
- Бернардо Уисел – Фелипе (дете)

## Премиера
Премиерата на Скалата на вечността е на 18 октомври 1993 г. по Канал Тресе и Телемундо. Последният 95. епизод е излъчен на 25 февруари 1994 г.